# Closterocerus scapiatus
Closterocerus scapiatus is een vliesvleugelig insect uit de familie Eulophidae. De wetenschappelijke naam is voor het eerst geldig gepubliceerd in 1996 door Singh & Khan.